# Copa Libertadores 1983
Copa Libertadores 1983 var 1983 års säsong av Copa Libertadores som vanns av Grêmio från Brasilien efter en finalseger mot Peñarol från Uruguay. 2 lag från varje land i CONMEBOL deltog, vilket innebar 20 länder. Dessutom var ett lag kvalificerat som regerande mästare. De första 20 lagen delades upp i fem grupper om fyra lag där varje gruppvinnare gick vidare till en andra gruppspelsfas. Där delades de fem gruppvinnarna och det regerande mästarlaget upp i två grupper om tre lag. De två gruppvinnarna fick mötas i final.
Varje grupp representerades av två länder, med två lag från vardera lag.
- Grupp 1: Argentina och Chile
- Grupp 2: Brasilien och Bolivia
- Grupp 3: Colombia och Peru
- Grupp 4: Ecuador och Venezuela
- Grupp 5: Paraguay och Uruguay

## Gruppspel omgång 1

### Grupp 1
| Nr | Lag                | S | V | O | F | GM | IM | MS | P |
| -- | ------------------ | - | - | - | - | -- | -- | -- | - |
| 1  | Estudiantes        | 6 | 3 | 1 | 2 | 8  | 6  | +2 | 7 |
| 2  | Cobreloa           | 6 | 3 | 0 | 3 | 8  | 6  | +2 | 6 |
| 3  | Colo-Colo          | 6 | 3 | 0 | 3 | 5  | 8  | −3 | 6 |
| 4  | Ferro Carril Oeste | 6 | 2 | 1 | 3 | 4  | 5  | −1 | 5 |

### Grupp 2
| Nr | Lag      | S | V | O | F | GM | IM | MS  | P  |
| -- | -------- | - | - | - | - | -- | -- | --- | -- |
| 1  | Grêmio   | 6 | 5 | 1 | 0 | 13 | 4  | +9  | 11 |
| 2  | Flamengo | 6 | 2 | 2 | 2 | 15 | 10 | +5  | 6  |
| 3  | Bolívar  | 6 | 2 | 0 | 4 | 13 | 14 | −1  | 4  |
| 4  | Blooming | 6 | 1 | 1 | 4 | 4  | 17 | −13 | 3  |

### Grupp 3
| Nr | Lag             | S | V | O | F | GM | IM | MS | P  |
| -- | --------------- | - | - | - | - | -- | -- | -- | -- |
| 1  | América de Cali | 6 | 4 | 2 | 0 | 10 | 3  | +7 | 10 |
| 2  | Deportes Tolima | 6 | 1 | 4 | 1 | 5  | 6  | −1 | 6  |
| 3  | Universitario   | 6 | 0 | 4 | 2 | 5  | 8  | −3 | 4  |
| 4  | Alianza Lima    | 6 | 1 | 2 | 3 | 3  | 6  | −3 | 4  |

### Grupp 4
| Nr | Lag                    | S | V | O | F | GM | IM | MS | P |
| -- | ---------------------- | - | - | - | - | -- | -- | -- | - |
| 1  | Atlético San Cristóbal | 6 | 3 | 2 | 1 | 8  | 4  | +4 | 8 |
| 2  | El Nacional            | 6 | 3 | 1 | 2 | 7  | 4  | +3 | 7 |
| 3  | Barcelona              | 5 | 1 | 2 | 2 | 7  | 9  | −2 | 4 |
| 4  | Deportivo Táchira      | 5 | 0 | 3 | 2 | 1  | 6  | −5 | 3 |

### Grupp 5
| Nr | Lag                  | S | V | O | F | GM | IM | MS | P |
| -- | -------------------- | - | - | - | - | -- | -- | -- | - |
| 1  | Nacional (Uruguay)   | 6 | 4 | 1 | 1 | 12 | 4  | +8 | 9 |
| 2  | Montevideo Wanderers | 6 | 3 | 3 | 0 | 9  | 5  | +4 | 9 |
| 3  | Nacional (Paraguay)  | 6 | 1 | 2 | 3 | 6  | 12 | −6 | 4 |
| 4  | Olimpia              | 6 | 0 | 2 | 4 | 3  | 9  | −6 | 2 |

#### Omspel
| Nr | Lag                  | S | V | O | F | GM | IM | MS | P |
| -- | -------------------- | - | - | - | - | -- | -- | -- | - |
| 1  | Nacional (Uruguay)   | 1 | 1 | 0 | 0 | 2  | 1  | +1 | 2 |
| 2  | Montevideo Wanderers | 1 | 0 | 0 | 1 | 1  | 2  | −1 | 0 |

## Gruppspel omgång 2

### Grupp 1
| Nr | Lag             | S | V | O | F | GM | IM | MS | P |
| -- | --------------- | - | - | - | - | -- | -- | -- | - |
| 1  | Grêmio          | 4 | 2 | 1 | 1 | 7  | 6  | +1 | 5 |
| 2  | Estudiantes     | 4 | 1 | 2 | 1 | 6  | 5  | +1 | 4 |
| 3  | América de Cali | 4 | 1 | 1 | 2 | 2  | 4  | −2 | 3 |

### Grupp 2
| Nr | Lag                    | S | V | O | F | GM | IM | MS | P |
| -- | ---------------------- | - | - | - | - | -- | -- | -- | - |
| 1  | Peñarol                | 4 | 3 | 1 | 0 | 5  | 1  | +4 | 7 |
| 2  | Nacional (Uruguay)     | 4 | 2 | 0 | 2 | 8  | 6  | +2 | 4 |
| 3  | Atlético San Cristóbal | 4 | 0 | 1 | 3 | 2  | 8  | −6 | 1 |

## Final
|  | 22 juli 1983 | Peñarol | 1 – 1 | Grêmio | Estadio Centenario, Montevideo |  |
|  |              |         |       |        | Publik: 70 000                 |  |
|  |              |         |       |        |                                |  |
|  |              |         |       |        |                                |  |

|  | 28 juli 1983 | Grêmio | 2 – 1 | Peñarol | Olímpico Monumental, Porto Alegre |  |
|  |              |        |       |         | Publik: 80 000                    |  |
|  |              |        |       |         |                                   |  |
|  |              |        |       |         |                                   |  |

Grêmio vinnare av Copa Libertadores 1983.